# ラ・メルポメーヌ級水雷艇
ラ・メルポメーヌ級水雷艇（フランス語: Torpilleur classe La Melpomène）とは、第二次世界大戦中にフランス海軍が運用した水雷艇である。

## 概要
フランスは1930年にアメリカ・イギリス・日本・イタリアと共にロンドン軍縮会議に出席したが、フランスとイタリアは条件に不満を持っていたため、米英日と違い部分参加にとどまった。
そしてロンドン海軍軍縮条約においては、基準排水量600トン以下の艦艇は規制対象外であることに着目したフランス海軍は、日本海軍の千鳥型水雷艇やイタリア海軍のスピカ級水雷艇と同様に基準排水量600トン以下にまとめた船体に魚雷をはじめとする武装を施した小型艇を建造することで戦力の強化を図ることにした。
主兵装は船体の大きさによる安定性を考慮してか、魚雷発射管は2連装550mm魚雷発射管が1基のみであり、主砲も100mmの単装砲2基だけである。これはほぼ同一の基準排水量を持つ千鳥型（2連装533mm魚雷発射管×2基、127mm砲×3門）やスピカ級（単装450mm魚雷発射管×4基、100mm砲×3門）よりも軽武装である。ただし、海が荒れる嵐天下での航行には危険が伴っていたようで、1940年12月にはイギリス沖で荒天下航行を行っていた「ブランルバ」が沈没事故を起こしている。

## 戦歴
ラ・メルポメーヌ級水雷艇は1933年から起工が開始され、1936年から1938年にかけて12隻が就役した。
1940年のドイツ軍侵攻においては、地上戦主体であったため他のフランス海軍艦艇同様戦局には何ら寄与できず、イギリスへ亡命（一時拿捕され、一部はイギリス海軍に接収されるが多くは後に自由フランス海軍に参加）するか、ヴィシー政府の指揮下に留まるかの二者択一を迫られた。
1942年11月27日、ドイツがヴィシー・フランス海軍の艦艇を接収を試みたため、ヴィシー・フランス海軍に所属していた6隻のうちトゥーロンに停泊中の3隻は自沈した。うち2隻はイタリアの手に渡り、イタリア降伏後はドイツが接収したが就役には至らなかった。また、チュニジアのビゼルトでは3隻がドイツ軍に捕獲され、いったんはイタリアへ引き渡されたものの1943年4月にドイツに供出され、ドイツ海軍で就役して3隻とも失われた。
イギリス海軍は同級を運用するに当たり、対空戦闘能力を上げるため後部100mm砲を撤去し２ポンド砲を増備した。対するドイツ海軍も似た発想で、魚雷発射管を撤去し、37mm単装機銃二基と20mm四連装機銃一基、さらに20mm単装機銃を20門近く搭載した。
第二次世界大戦を無事に生き延びフランス海軍に再編入された5隻も、そのあまりに小ぶりな船体では近代化改修の余地がほとんど無いこともあり、1950年には全て退役し解体された。

## 同型艇
| 艦名                                         | 起工                                                       | 進水          | 就役           | その後 |
| -------------------------------------------- | ---------------------------------------------------------- | ------------- | -------------- | --- |
| ラ・メルポメーヌ （La Melpoméne）            | 1933年12月13日 ナント、ブルターニュ造船所                  | 1935年1月24日 | 1936年11月20日 | 1940年7月3日、ポーツマスにてイギリス海軍に拿捕後、同海軍に編入。 同年8月31日、自由フランス海軍に編入。 1950年5月15日、退役。 |
| ラ・フロール （La Flore）                    | 1934年3月26日 ナント、ブルターニュ造船所                   | 1935年3月5日  | 1936年11月25日 | 1940年7月3日、ポーツマスにてイギリス海軍に拿捕後、同海軍に編入。 同年、自由フランス海軍に編入。 1950年8月31日、退役。 |
| ラ・ポモーヌ （La Pomone）                   | 1933年11月22日 サン＝ナゼール、ロワール造船所              | 1935年1月25日 | 1936年12月1日  | 1942年12月8日、ビゼルトにてイタリア海軍に鹵獲。FR42と改名されイタリア海軍に再就役。 1943年4月6日、ドイツ海軍に接収。TA10と改名されドイツ海軍に再就役。 1943年9月23日、イギリス駆逐艦と交戦し大破。同月27日にロドス島に座礁の後自沈。                             |
| リフィジェニ （L'Iphigénie）                 | 1933年12月14日 サン＝ナゼール、ロワール造船所              | 1935年4月18日 | 1936年11月1日  | 1942年12月8日、ビゼルトにてイタリア海軍に鹵獲。FR43と改名されイタリア海軍に再就役。 1943年4月6日、ドイツ海軍に接収。TA11と改名されドイツ海軍に再就役。 1943年9月10日、ピオンビーノ港にてイタリア軍の魚雷艇（MAS）と戦車による攻撃を受け、撃沈。                  |
| ラ・バヨネーズ （La Bayonnaise）             | 1934年10月18日 ボルドー、シュド＝エスト造船所              | 1936年1月28日 | 1938年4月1日   | 1942年11月27日、ドイツ海軍による接収を避けるためトゥーロンにて自沈。 1943年4月28日、イタリア海軍によって浮揚され、修理を受けFR44と改名される。 同年にドイツ海軍に接収。TA13と改名される。 1944年8月25日、トゥーロンにて再度自沈。                                |
| ラ・コルドリエール （La Cordeliere）         | 1934年8月16日 ル・アーヴル、オーギュスタン・ノルマン造船所 | 1936年9月9日  | 1937年12月1日  | 1940年7月3日、ポーツマスにてイギリス海軍に拿捕後、同海軍に編入。 同年、自由フランス海軍に編入。 1950年2月17日、退役。 |
| ランコンプリーズ （L'Incomprise）            | 1934年10月20日 Le Trait、ラ・セーヌ＝マリタイム造船所      | 1936年4月14日 | 1938年3月16日  | 1940年7月3日、ポーツマスにてイギリス海軍に拿捕後、同海軍に編入。 、自由フランス海軍に編入。1950年8月31日、退役。 |
| ラ・プールシュイヴァント （La Poursuivante） | 1934年8月13日 ダンケルク、フランス＝ダンケルク造船所       | 1936年8月4日  | 1937年11月5日  | 1942年11月27日、ドイツ海軍による接収を避けるためにトゥーロンにて自沈。 1943年7月、イタリア海軍によって浮揚されるが、修理されずそのまま廃棄。 |
| ボンバルド （Bombarde）                      | 1935年2月18日 サン＝ナゼール、ロワール造船所               | 1936年3月23日 | 1937年8月16日  | 1942年12月8日、ビゼルトにてイタリア海軍に鹵獲。FR41と改名されイタリア海軍に再就役。 1943年4月6日、ドイツ海軍に接収。TA9と改名されドイツ海軍に再就役。 1944年8月23日、トゥーロンにて連合軍の爆撃を受け撃沈。                                                      |
| ブランルバ （Branlebas）                     | 1934年8月27日 ル・アーヴル、オーギュスタン・ノルマン造船所 | 1937年4月12日 | 1938年3月16日  | 1940年7月3日、ポーツマスにてイギリス海軍に拿捕後、同海軍に編入。 1940年12月14日、エディストーン岩礁沖にて、南南西25ノットの強風下を航行中に沈没。 |
| ブークリエ （Bouclier）                      | 1934年10月18日 Le Trait、ラ・セーヌ＝マリタイム造船所      | 1937年8月9日  | 1938年8月6日   | 1940年7月3日、ポーツマスにてイギリス海軍に拿捕後、同海軍に編入。 1940年8月31日、オランダ海軍に供与。 1941年1月11日、オランダ海軍からイギリス海軍に返還され、即日自由フランス海軍に編入。 1950年8月31日、退役。                                                   |
| バリスト （Baliste）                         | 1934年9月20日 ダンケルク、フランス＝ダンケルク造船所       | 1937年3月17日 | 1938年5月24日  | 1942年11月27日、ドイツ海軍による接収を避けるためトゥーロンにて自沈。 1943年5月13日、イタリア海軍によって浮揚され、修理を受けFR45と改名され再就役。 同年9月9日にドイツ海軍に接収。TA12と改名され再就役。 同年11月24日、トゥーロンにてアメリカ軍の爆撃により撃沈。 |